# Pedro Duque
Pedro Francisco Duque Duque (Madrid, 14 de marzo de 1963) es un astronauta e ingeniero aeronáutico español, más conocido principalmente por haber sido el primer y único astronauta que ha viajado al espacio representando a España. Desde diciembre de 2023 es el presidente de Hispasat.
Duque ingresó en la política activa en 2018, de la mano del entonces presidente del Gobierno, Pedro Sánchez, que le nombró ministro de Ciencia, Innovación y Universidades en junio de 2018. Posteriormente, en el segundo Gobierno de Sánchez, Duque fue ministro de Ciencia e Innovación hasta el 13 de enero de 2020. Entre tanto, también fue diputado en el Congreso de los Diputados por Alicante entre mayo de 2019 y febrero de 2020.

## Biografía

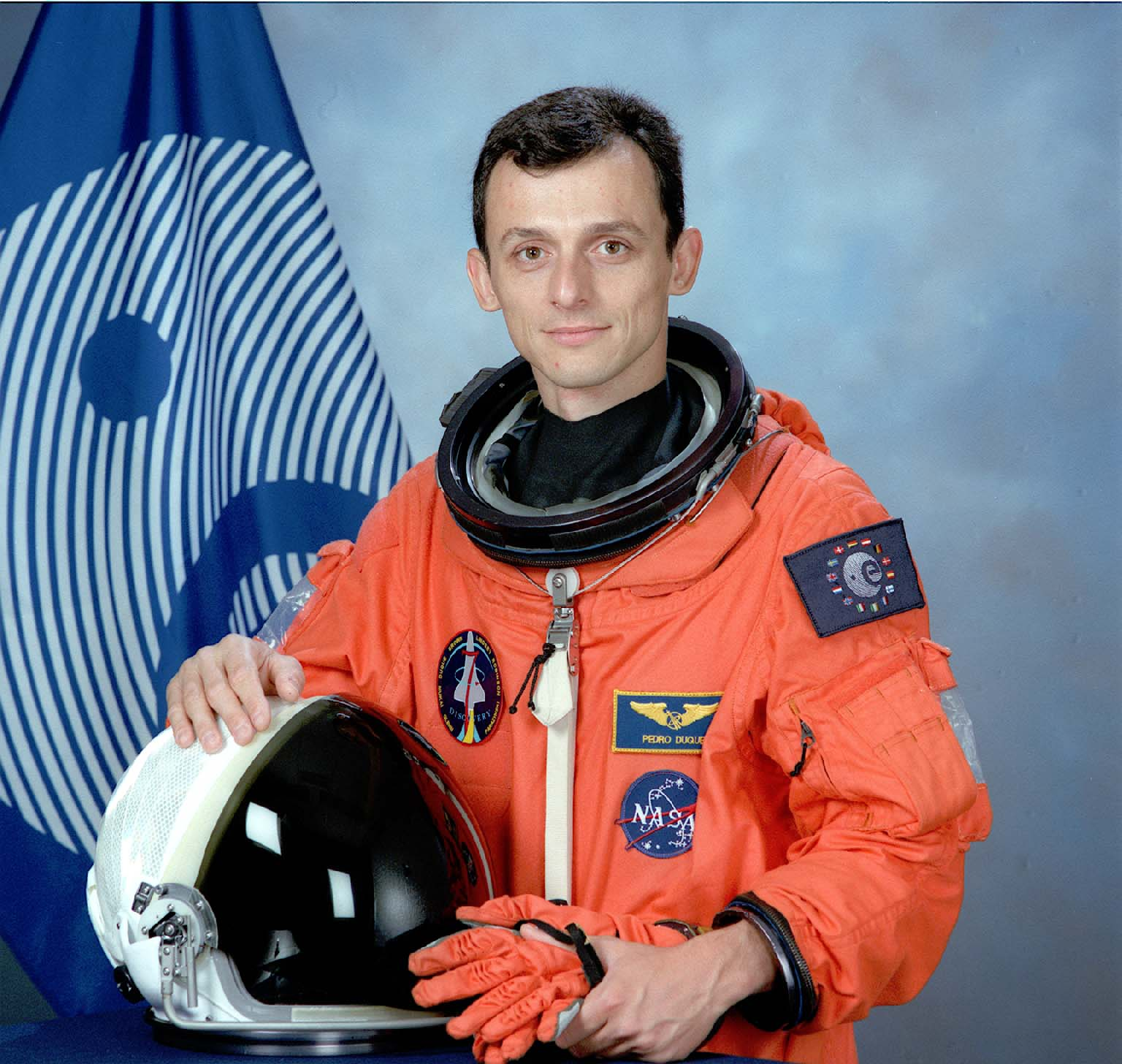
Foto oficial de Pedro Duque como astronauta en 1998

Nació en Madrid. Su padre, natural de Badajoz y proveniente de una familia de militares de carrera, era controlador aéreo, y su madre, nacida también en Badajoz, era maestra.
Pedro Duque obtuvo su título de ingeniero en 1986 en la Escuela Técnica Superior de Ingeniería Aeronáutica y del Espacio de la Universidad Politécnica de Madrid. En ese mismo año comenzó a trabajar en el grupo empresarial español GMV, donde fue destinado al Centro Europeo de Operaciones Espaciales en Darmstadt (Alemania) para realizar trabajos en el marco de la Agencia Espacial Europea. En 1992, fue seleccionado en uno de los concursos que realiza dicha agencia para buscar personas que puedan desarrollar la labor de cosmonauta.
Se preparó en la Ciudad de las Estrellas de Moscú (Rusia) y en los Estados Unidos. Su primera misión espacial fue la STS-95 del transbordador espacial Discovery, entre octubre y noviembre de 1998, de nueve días de duración, durante la cual supervisó el módulo experimental de la Agencia Espacial Europea (ESA). En octubre de 2003, Duque participó en otro viaje, en el cual fue lanzado en una nave Soyuz TMA, realizando la labor de ingeniero de vuelo y visitando la Estación Espacial Internacional durante diez días para la realización de la Misión Cervantes.
Desde noviembre de 2003 hasta octubre de 2006 trabajó en la ETSI Aeronáuticos de la Universidad Politécnica de Madrid, como director de Operaciones del USOC español, habiendo impartido varias conferencias para alumnos tanto de la ETSI Aeronáuticos como de la EUIT Aeronáuticos en el marco de un curso de libre elección denominado "Ciencia y operaciones en el espacio".
En el año 2006 fue nombrado director general de Deimos Imaging, S. L., una empresa situada en el Parque Tecnológico de Boecillo (Valladolid) que el 29 de julio de 2009 puso en órbita el primer satélite español de observación de la Tierra que permite mejorar el uso de la tierra en agricultura, avanzar en la detección y el control de incendios, y velar por la salud de los bosques. En 2010 asume el cargo de presidente ejecutivo de esta compañía en sustitución de Francisco Javier Martínez de Irujo.
En octubre de 2011 Duque retornó a la Agencia Espacial Europea después de su excedencia, donde retomó su puesto de astronauta. Desde 2011 hasta 2015 lideró la Oficina de Operaciones de Vuelo, con responsabilidad sobre las actividades europeas en la Estación Espacial Internacional. Después fue responsable de revisión de proyectos futuros de la ESA para vuelos tripulados, dentro del cuerpo de astronautas de la ESA.
En junio de 2017, es miembro de la tripulación en la misión NEEMO 22, una misión de la NASA que envía grupos de astronautas, ingenieros y científicos a vivir en el laboratorio submarino Aquarius, la única estación de investigación submarina del mundo, por un plazo máximo de tres semanas, como preparatoria para una futura exploración espacial.

### Ministro de Ciencia, Innovación y Universidades

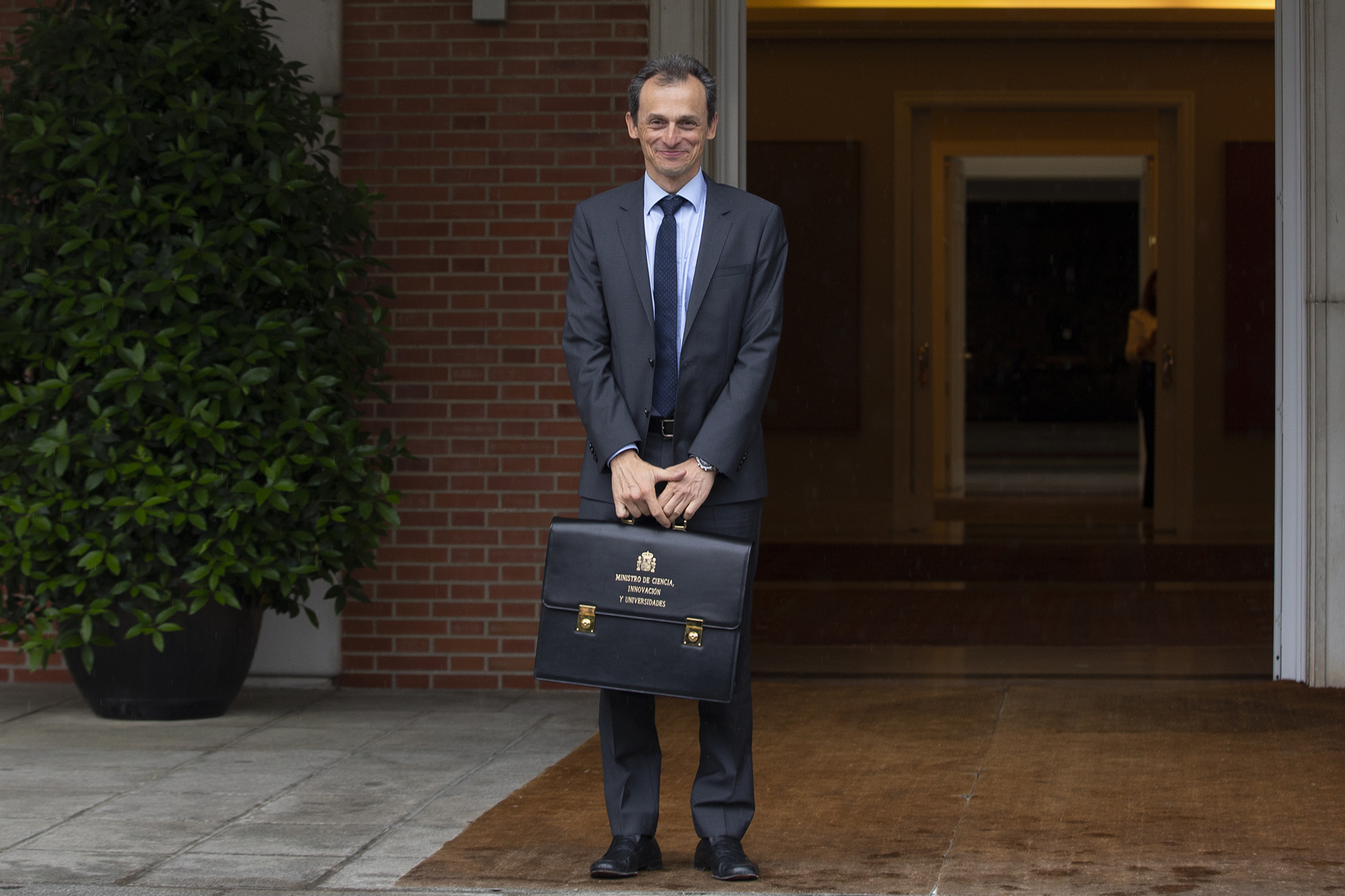
Fotografiado en 2018 en La Moncloa con su cartera de ministro.

En junio de 2018 Duque fue elegido por Pedro Sánchez como ministro de Ciencia, Innovación y Universidades de su primer Gobierno, tras el éxito de la moción de censura que el PSOE presentó ese mismo mes contra el anterior Gobierno de Mariano Rajoy, convirtiéndose en el segundo astronauta en ocupar un ministerio en el mundo, tras el canadiense Marc Garneau.
Pedro Duque apostó desde el primer momento por la innovación, indicando que era necesario apoyar de forma decidida el desarrollo tecnológico y la investigación básica, pues, según el ministro, los países que más invierten en investigación son más ricos.
Como ministro de Ciencia centró una parte de sus esfuerzos en su principal área de conocimiento, el espacio, aprobando un plan sexenal (2020-2026) consistente en aumentar en 700 millones la contribución de España a la Agencia Espacial Europea. El Centro Nacional de Supercomputación, perteneciente en su mayor parte al Ministerio de Ciencia, presentó a principios de 2019 su candidatura para acoger uno de los supercomputadores más rápidos del mundo, financiado por la Comisión Europea. En junio, dicha candidatura ganó el concurso.
En diciembre de 2023, fue nombrado presidente de Hispasat.

## Honores especiales
- El 21 de marzo de 1995 recibió la Orden de la Amistad, concedida por el presidente Borís Yeltsin de la Federación Rusa.[11][12]
- El 8 de enero de 1999 recibió la Gran Cruz al Mérito Aeronáutico, impuesta por el rey Juan Carlos I de España.[13]

- En octubre de 1999, recibió el Premio Príncipe de Asturias de Cooperación Internacional junto con los astronautas Chiaki Mukai, John Glenn y Valery Polyakov. El premio les fue concedido por «haber sido considerados representantes de los artífices de la cooperación internacional en la exploración pacífica del espacio».[14]
- En octubre de 2005 es nombrado doctor honoris causa por la Universidad Politécnica de Valencia.[15]
- El 26 de febrero de 2007 es nombrado Premio Nacional SGE 2006 por la Sociedad Geográfica Española. Hicieron entrega del premio don Felipe y doña Letizia, entonces príncipes de Asturias.
- El 12 de abril de 2011 recibió la Medalla por Méritos en la Exploración del Espacio de la Federación Rusa.[16]
- En abril de 2013 es nombrado doctor honoris causa por la Universidad Europea de Madrid.[17]
- En junio de 2016 es nombrado doctor honoris causa por la Universidad Nacional de Educación a Distancia.[18]
- En junio de 2017 es nombrado doctor honoris causa por la Universidad de Almería.[19]

- El 29 de diciembre de 2021 recibió la Gran Cruz de la Real y Distinguida Orden Española de Carlos III, concedida por el presidente Pedro Sánchez del Gobierno de España.[20]